# André Quelen
Ne doit pas être confondu avec André Quélen.
 (février 2015).
André Quelen, né le 10 avril 1921 à Pleyben (Finistère) et décédé le 13 août 2010 à Plougonvelin (Finistère), est un fonctionnaire français, résistant et Compagnon de la Libération.

## Biographie
Fils unique d'un couple d'instituteurs, André Quelen étudie au lycée de Brest, où il obtient le baccalauréat puis prépare l'École navale en 1939 lorsque la Seconde Guerre mondiale éclate. Le 18 juin 1940, il quitte Brest avec une cinquantaine d'autres lycéens brestois et parvient à embarquer pour Ouessant, où il trouve une place à bord du charbonnier le Mousse Le Moyec qui le conduit en Angleterre.
Engagé dans les Forces françaises libres le 1er juillet 1940, il est incorporé au bataillon de chasseurs de Camberley avant d'être choisi pour le peloton d'élèves aspirants.
Nommé aspirant le 1er mai 1941, il embarque à bord du navire belge Copacabana, qui l'emmène à Brazzaville fin juin, après deux semaines de navigation. Le 1er août 1941, il est affecté au 3e bataillon du régiment de tirailleurs du Cameroun, créé quatre mois plus tôt par le commandant Roger Gardet. En mars 1942, cette unité prend le nom de bataillon de marche n° 5 (BM 5) de la 2e brigade française libre. Chef de section, André Quelen, participe avec la 1re division française libre à la seconde bataille d'El Alamein, à la campagne de Tunisie, à la campagne d'Italie et à la Libération de la France
Le 23 janvier 1945, il est grièvement blessé par un éclat d'obus lors du franchissement de l'Ill mais demeure à son poste jusqu'au franchissement de la rivière par l'ensemble des troupes.
Après la guerre, il devient administrateur des colonies puis administrateur en chef de la France d'outre-mer à Conakry et à Brazzaville jusqu'en 1960. Chargé de mission à l'aménagement du territoire de 1960 à 1964, il est ensuite cadre administratif au Commissariat à l'énergie atomique de 1964 à 1981.
Président de l'Amicale de la 1re DFL au sein de la Fondation de la France libre, il membre du conseil de l'ordre de la Libération de septembre 2005 à son décès.
Il a été inhumé à Plougonvelin.

## Hommages
Le 20 juillet 2013, sur la commune de Plougonvelin (29217), une place du village reçoit son nom. 

## Décorations
- Commandeur de la Légion d'honneur
- Compagnon de la Libération par décret du 18 janvier 1946[1]
- Croix de guerre 1939–1945 (2 citations)
- Médaille coloniale
- Officier de l'Ordre du Nichan el Anouar

## Sources
- Fiche d'André Quelen sur le site de l'ordre de la Libération
- « Le dernier appareillage d'André Quelen... » sur le site de l'Amicale de la 1re DFL